# Parc fermé

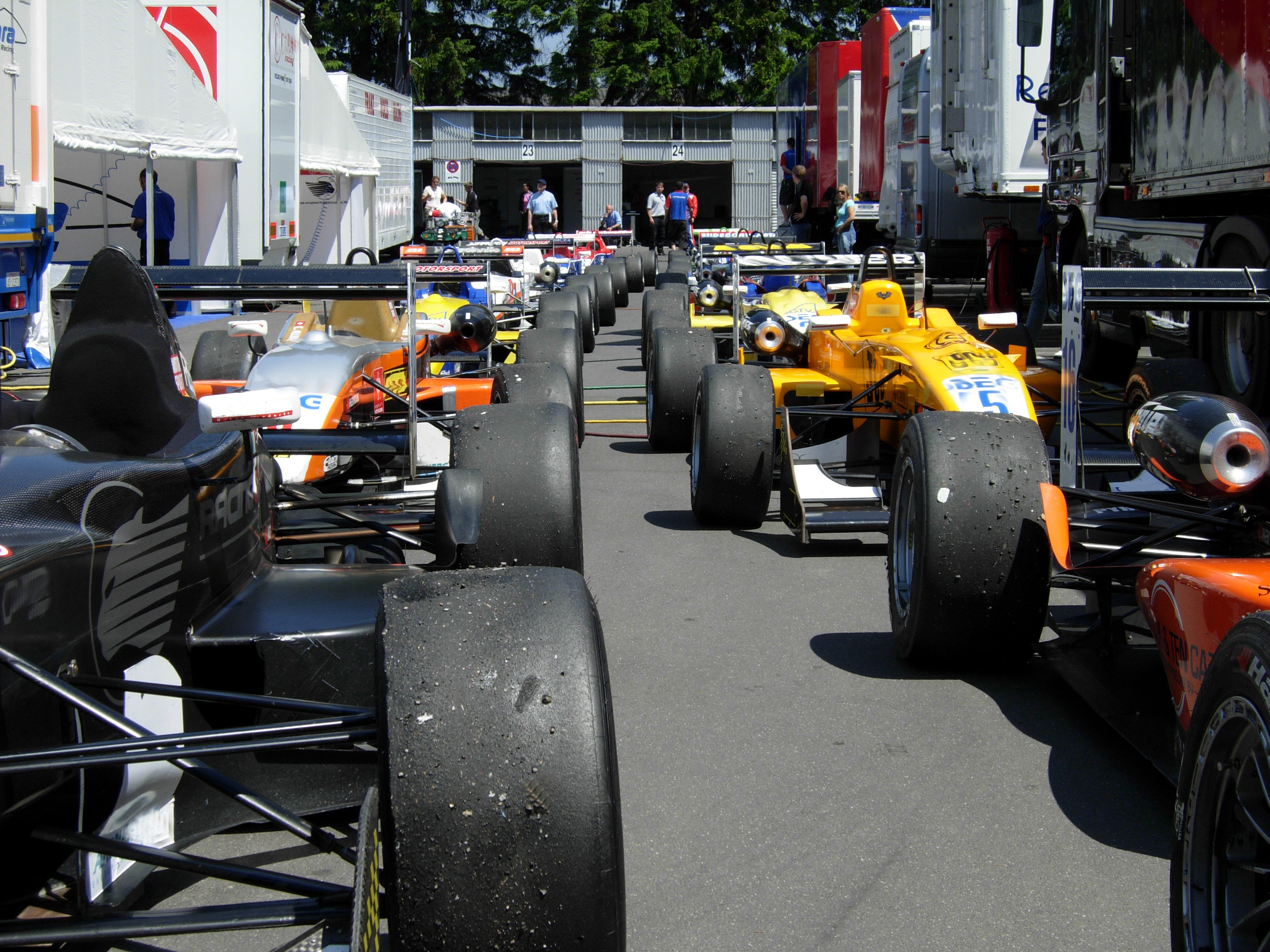
Khu vực parc fermé tại Công thức 3.

Parc fermé, nghĩa đen trong tiếng Pháp có nghĩa là "công viên đóng cửa", là một khu vực an toàn tại trường đua ô tô nơi những chiếc xe có thể đỗ tại một số thời điểm trong cuộc đua (hầu hết là trước khi cuộc đua bắt đầu và sau khi nó kết thúc).

## Khu vực
Theo quy định của Liên đoàn Ô tô Quốc tế (FIA), khu vực này phải đủ rộng và có điều kiện an ninh tốt nhằm ngăn chặn những chiếc xe bị tiếp cận trái phép, trong khi đó vẫn cho phép các cuộc kiểm tra kỹ thuật được tiến hành. Những chiếc xe phải được đặt trong khu vực parc fermé trong vòng ba tiếng rưỡi kể từ khi vòng đua phân hạng kết thúc cho đến năm tiếng trước khi diễn ra vòng formation lap của cuộc đua. Về cơ bản, không ai được phép chạm vào những chiếc xe trong khu vực này nếu không được sự cho phép của các nhà quản lý FIA.
Mặc dù vậy, những chiếc xe được đặt trong điều kiện parc fermé từ thời điểm những chiếc xe rời làn pit để bắt đầu vòng phân hạng cho đến khi vòng formation lap của cuộc đua bắt đầu. Dưới điều kiện này, chỉ có những thay đổi nhỏ như thay lốp, tiếp nhiên liệu, xả khí phanh và các điều chỉnh nhỏ ở cánh gió trước được phép thực hiện. Do đó, các đội đua không thể thực hiện những thay đổi lớn giữa vòng phân hạng và ngày diễn ra cuộc đua. Vi phạm những quy tắc trên sẽ khiến tay đua phải bắt đầu chiếc xe từ làn pit.
Ngoại lệ duy nhất là nếu điều kiện khí hậu thay đổi, khi đó Giám đốc điều hành cuộc đua sẽ cấp phép cho các đội đua có thể thực hiện những thay đổi phù hợp lên chiếc xe của họ hoặc trong trường hợp những chiếc xe bị hư hỏng nặng do tai nạn.
Trong các giải đấu duathlon (chạy–đạp xe–chạy) và ba môn phối hợp (bơi–đạp xe–chạy), parc fermé là khu vực an toàn để cất giữ xe đạp trong cuộc đua. Theo quy định, chỉ có những vận động viên mới được phép tiếp cận những chiếc xe đạp vì bất kì sự hỗ trợ nào từ bên ngoài đều bị cấm trong môn thể thao này.